# Lądowisko Lidzbark Warmiński-Polmlek
Lądowisko Lidzbark Warmiński-Polmlek – śmigłowcowe lądowisko w Lidzbarku Warmińskim, w województwie warmińsko-mazurskim. Lądowisko należy do firmy Polmlek Sp. z o.o.
Lądowisko figuruje w ewidencji lądowisk Urzędu Lotnictwa Cywilnego od 2015 roku.